# Свистун, Пантелеймон Иванович
Пантелеймо́н Ива́нович Свисту́н (28 июля 1890 — 28 июля 1938) — советский государственный, партийный и хозяйственный деятель, член ЦК КП (б) Украины (1927—1938), председатель Киевского губернского исполкома, Киевского окружного исполкома и Киевского горсовета (1925), директор Харьковского тракторного завода (1933—1938).

## Биография
Родился 28 июля 1890 года в селе Калашники Полтавской губернии. С 1909 года стал членом РСДРП, принимал участие в подпольной революционной деятельности против царского режима. С 1920 по 1921 год был председателем Полтавского губернского Совета народного хозяйства. С июня 1921 по 1922 год он стал ответственным секретарём Кременчугского губернского комитета КП (б) Украины. В июле-августе 1925 года работал председателем Киевского губернского исполкома, в августе-декабре 1925 года — председатель Киевского окружного исполкома. Одновременно с июля по декабрь 1925 года занимал должность председателя Киевского городского совета.
В это время Свистун П.И. является членом Всеукраинского центрального исполнительного комитета (ВУЦИК) IХ-го созыва.
С 29 ноября 1927 года до 13 июня 1938 года он был членом ЦК КП (б) Украины. Начиная с марта 1927 и по 1930 год он был первым заместителем председателя Совета народного хозяйства Украинской ССР.
В декабре 1930 года Пантелеймон Иванович Свистун был назначен руководителем Тракторостроя. Впоследствии он стал первым директором ХТЗ. 23 мая 1932 года награжден орденом Ленина - за умелую организацию работ по строительству Харьковского тракторного завода имени Серго Орджоникидзе и руководство борьбой заводского коллектива за быстрое овладение техникой производства.
В октябре 1932 года по приказу Серго Орджоникидзе Пантелеймона Ивановича Свистуна назначили на должность начальника Главного управления тракторной промышленности Народного комиссариата тяжелой промышленности СССР и членом коллегии наркомата. Однако через год его вернули на завод.
1937 год был тяжелым в отношении репрессий для многих работников завода. Свистун боролся за каждого работника, над которым нависала угроза со стороны партийных органов, НКВД. Осложнились отношения с парторгом завода Копьевым, который в каждом видел врага. В апреле на заводской партконференции секретарь парткома обвинил Пантелеймона Ивановича Свистуна в троцкизме. Однако выступавшие на мероприятии заводчане опровергли обвинения. Страшный 1937 год сменил новый, 1938-й. Первым важным событием этого года стал январский пленум ЦК ВКП(б), который принял постановление «Об ошибках парторганизаций при исключении коммунистов из партии, про формально-бюрократическое отношение к апелляциям исключенных из ВКП(б), о мерах по устранению этих недостатков». Казалось, что работать теперь будет спокойнее. Однако вскоре выяснилось, что это не так. 26 мая 1938 года по распоряжению Наркома Внутренних Дел УССР, комиссара Государственно Безопасности 3-го ранга А. Успенского, Пантелеймон Иванович был арестован и направлен специальным конвоем в распоряжение НКВД СССР в Москву.
В результате допросов и пыток Пантелеймона Ивановича Свистуна вынудили признаться в участии в антисоветской националистической организации на Украине. 27 июля 1938 года обвинительное заключение утвердил прокурор СССР Андрей Вышинский. Военная Коллегия Верховного Суда СССР на выездном заседании 28 июля 1938 признала Свистуна виновным согласно статье 58 пп. 6, 7, 8, 9, 11 УК РСФСР и приговорила его к высшей мере наказания — расстрелу. Приговор был выполнен в тот же день.
В 1956 году Военная коллегия Верховного Суда СССР оправдала его, и он был реабилитирован. В честь Пантелеймона Ивановича Свистуна была переименована улица Северная.